# جیم جردن
جیم جردن (به انگلیسی: Jim Jordan) نمایندهٔ حوزه انتخابیه چهارم اوهایو از حزب جمهوری‌خواه ایالات متحده آمریکا در مجلس نمایندگان ایالات متحده آمریکا است که برای نخستین‌بار در ۱۳ ژانویه ۲۰۰۷ میلادی به‌عضویت این مجلس درآمد.
جیم جردن در سوم ژانویه ۱۹۹۵،به عضویت سنای اوهایو در آمد و تصدی این سمت را به مدت پنج سال به دست گرفت.او اکنون ۵۶ سال دارد و صاحب ۴ فرزند است.